# Gert Verheyen
Gert Verheyen (ur. 20 września 1970 roku w Hoogstraten w prowincji Antwerpia) – były belgijski piłkarz występujący na pozycji pomocnika.

## Kariera klubowa
Gert Verheyen zawodową karierę rozpoczynał w wieku 20 lat w RSC Anderlechcie. Razem z "Fiołkami" w sezonie 1990/91 sięgnął po mistrzostwo Belgii. Następnie pozyskaniem utalentowanego Belga zainteresował się zespół Club Brugge, do którego Verheyen trafił latem 1992 roku. W ekipie niebiesko-czarnych Belg od razu wywalczył sobie miejsce w podstawowej jedenastce i w dużym stopniu przyczynił się do sukcesów, które klub z Brugii odnosił pod koniec XX i na początku XXI wieku. Belgijski pomocnik w barwach Club Brugge cztery razy kończył ligowe rozgrywki na pierwszym miejscu, a siedem razy na drugiej pozycji. Oprócz tego pięć razy zdobył puchar i osiem razy superpuchar kraju. Verheyen stał się jedną z legend Club Brugge. W zespole tym występował przez czternaście lat, w trakcie których rozegrał 415 ligowych spotkań i strzelił ponad 150 bramek.

## Kariera reprezentacyjna
Razem z reprezentacją Belgii, w której zadebiutował w 1994 roku, Verheyen wystąpił na mistrzostwach świata w 1998 i 2002 roku oraz na Euro 2000. Na swoim pierwszym w karierze mundialu Gert zagrał tylko w jednym meczu przeciwko Meksykowi, w którym w siedemnastej minucie musiał zastąpić kontuzjowanego Danny'ego Boffina. Na mistrzostwach Europy Verheyen wystąpił już we wszystkich spotkaniach Belgów, podobnie było także na mistrzostwach świata 2002. Łącznie dla drużyny narodowej Gert zanotował 50 meczów i dziesięć goli.

## Kariera trenerska
5 maja 2006 roku Verheyen został trenerem drużyny rezerw Club Brugge i rolę szkoleniowca pełnił do końca sezonu. W latach 2013–2018 był selekcjonerem reprezentacji Belgii U-19, a w latach 2018-2019 prowadził KV Oostende.